# Song Thanh
Song Thanh chữ Hán giản thể: 双清区, âm Hán Việt: Song Thanh khu) là một quận thuộc địa cấp thị Thiệu Dương, tỉnh Hồ Nam, Cộng hoà Nhân dân Trung Hoa. Quận này có diện tích 139,6 km², dân số 254.000 người. Về mặt hành chính, quận Song Thanh được chia thành 6 nhai đạo biện sự xứ, 2 trấn, 4 hương.
- Nhai đạo: Hưng Long, Long Nhan Đường, Khí Xa Trạm, Tiểu Giang Hồ, Đông Phong Lộ, Kiều Đầu.
- Trấn: Cao Sùng Sơn, Độ Đầu Kiều.
- Hương: Thành Đông, Thạch Kiều, Hỏa Xa Trạm, Vân Thủy.